# 沼澤鷂
沼澤鷂，又稱澳大拉西亞沼澤鷂、澳大拉西亞鷂或沼澤鷹，是鷹形目鷹科鷂屬的一種大型、苗條的猛禽。主要以各種哺乳動物、鳥類或蛋、兩棲或爬蟲等各種動物為食。目前其族群趨勢被評為無危。
這個物種廣泛分佈於澳洲、紐西蘭及大洋洲和西南太平洋地區的許多島嶼上，通常棲息於濕地和水分充足的開闊地帶。沼澤鷂自化石證據證明其原本並不在當地活動，而是直到第一批玻里尼西亞人移入（早於1280年）並開發當地森林的1320—1350年時，這種鳥類才開始於該地定居。
該物種的正式命名者美國冒險家蒂希安·皮爾，他於1848或1849年完整描述了這種猛禽。其模式產地位於斐濟的瓦努阿島，沒有亞種變化。屬名來自希臘語，這名稱原指稱一種神話中的鷹，後被認為其原型為白尾鹞（該詞原意為「圓圈」，指其盤旋的樣子）。:133而種小名則為拉丁語的「接近、靠近」之意。:51
在外觀上，沼澤鷂的顏色會像是深色版本的西方澤鵟，而雌性的羽毛顏色比雄性更深，腹部則呈紅褐色。其體重平均約746.2公克，鳥喙寬平均約11.9公釐、深平均約16.4公釐、嘴峰長平均約39.5公釐；翼長約406.9公釐；跗蹠約89.3公釐；尾長約233.2公釐。

## 外部連結
- 维基共享资源上的相關多媒體資源：沼澤鷂
- 維基物種上的相關：沼澤鷂
- Wingspan Birds of Prey Trust的介紹 （页面存档备份，存于）